# Herrarnas 400 meter vid världsmästerskapen i friidrott 2022
Herrarnas 400 meter vid världsmästerskapen i friidrott 2022 avgjordes mellan den 17 och 22 juli 2022 på Hayward Field i Eugene i USA.
Amerikanska Michael Norman tog guld efter ett lopp på 44,29 sekunder. Silvret togs av grenadiska Kirani James efter ett lopp på 44,48 sekunder och bronset togs av brittiska Matthew Hudson-Smith efter ett lopp på 44,66 sekunder.

## Rekord
Innan tävlingens start fanns följande rekord:
| Rekord                                         | Idrottare               | Tid   | Plats                     | Datum             |
| ---------------------------------------------- | ----------------------- | ----- | ------------------------- | ----------------- |
| Världsrekord                                   | Wayde van Niekerk (RSA) | 43,03 | Rio de Janeiro, Brasilien | 14 augusti 2016   |
| Mästerskapsrekord                              | Michael Johnson (USA)   | 43,18 | Sevilla, Spanien          | 26 augusti 1999   |
| Världsårsbästa                                 | Michael Norman (USA)    | 43,56 | Eugene, USA               | 25 juni 2022      |
| Afrikanskt rekord                              | Wayde van Niekerk (RSA) | 43,03 | Rio de Janeiro, Brasilien | 14 augusti 2016   |
| Asiatiskt rekord                               | Yousef Masrahi (KSA)    | 43,93 | Peking, Kina              | 23 augusti 2015   |
| Nord-, centralamerikanskt och karibiskt rekord | Michael Johnson (USA)   | 43,18 | Sevilla, Spanien          | 26 augusti 1999   |
| Sydamerikanskt rekord                          | Anthony Zambrano (COL)  | 43,93 | Tokyo, Japan              | 2 augusti 2021    |
| Europeiskt rekord                              | Thomas Schönlebe (GDR)  | 44,33 | Rom, Italien              | 3 september 1987  |
| Oceaniskt rekord                               | Darren Clark (AUS)      | 44,38 | Seoul, Sydkorea           | 26 september 1988 |

## Program
Alla tider är lokal tid (UTC−7).
| Datum   | Tid   | Omgång      |
| ------- | ----- | ----------- |
| 17 juli | 11:05 | Försöksheat |
| 20 juli | 19:15 | Semifinaler |
| 22 juli | 19:35 | Final       |

## Resultat

### Försöksheat
De tre första i varje heat 0Q0 samt de sex snabbaste tiderna 0q0 kvalificerade sig för semifinalerna.
| Placering | Heat | Namn                  | Nationalitet            | Tid   | Noteringar |
| --------- | ---- | --------------------- | ----------------------- | ----- | ---------- |
| 1         | 5    | Bayapo Ndori          | Botswana                | 44,87 | 0Q0, 0PB0  |
| 2         | 1    | Wayde van Niekerk     | Sydafrika               | 45,18 | 0Q0        |
| 3         | 5    | Kirani James          | Grenada                 | 45,29 | 0Q0        |
| 4         | 2    | Michael Norman        | USA                     | 45,37 | 0Q0        |
| 5         | 1    | Jonathan Jones        | Barbados                | 45,46 | 0Q0        |
| 6         | 6    | Matthew Hudson-Smith  | Storbritannien          | 45,49 | 0Q0        |
| 7         | 4    | Champion Allison      | USA                     | 45,56 | 0Q0        |
| 8         | 5    | Nathon Allen          | Jamaica                 | 45,61 | 0Q0        |
| 9         | 1    | Alex Haydock-Wilson   | Storbritannien          | 45,62 | 0Q0, 0SB0  |
| 10        | 2    | Christopher Taylor    | Jamaica                 | 45,68 | 0Q0        |
| 11        | 2    | Zakhiti Nene          | Sydafrika               | 45,69 | 0Q0        |
| 12        | 4    | Dylan Borlée          | Belgien                 | 45,70 | 0Q0        |
| 13        | 2    | Kevin Borlée          | Belgien                 | 45,72 | 0q0        |
| 14        | 3    | Michael Cherry        | USA                     | 45,81 | 0Q0        |
| 15        | 3    | Muzala Samukonga      | Zambia                  | 45,82 | 0Q0        |
| 16        | 6    | Liemarvin Bonevacia   | Nederländerna           | 45,82 | 0Q0        |
| 17        | 6    | Lidio Andrés Feliz    | Dominikanska republiken | 45,87 | 0Q0        |
| 18        | 5    | Fuga Sato             | Japan                   | 45,88 | 0q0        |
| 19        | 1    | Julian Walsh          | Japan                   | 45,90 | 0q0        |
| 20        | 4    | Isaac Makwala         | Botswana                | 45,93 | 0Q0        |
| 21        | 5    | Alex Beck             | Australien              | 45,99 | 0q0        |
| 22        | 4    | Mikhail Litvin        | Kazakstan               | 46,00 | 0q0, 0SB0  |
| 23        | 6    | Christopher O'Donnell | Irland                  | 46,01 | 0q0        |
| 24        | 1    | Patrik Šorm           | Tjeckien                | 46,07 |            |
| 25        | 3    | Alexander Doom        | Belgien                 | 46,18 | 0Q0        |
| 26        | 2    | Benjamin Lobo Vedel   | Danmark                 | 46,27 |            |
| 27        | 6    | Kaito Kawabata        | Japan                   | 46,34 |            |
| 28        | 3    | Jevaughn Powell       | Jamaica                 | 46,42 |            |
| 29        | 5    | Edoardo Scotti        | Italien                 | 46,46 |            |
| 30        | 2    | Luis Avilés           | Mexiko                  | 46,47 |            |
| 31        | 4    | Davide Re             | Italien                 | 46,49 |            |
| 32        | 2    | Kajetan Duszyński     | Polen                   | 46,57 |            |
| 33        | 4    | Dwight St. Hillaire   | Trinidad och Tobago     | 46,60 |            |
| 34        | 3    | Ricky Petrucciani     | Schweiz                 | 46,60 |            |
| 35        | 4    | Boško Kijanović       | Serbien                 | 46,85 |            |
| 36        | 1    | Steven Solomon        | Australien              | 46,87 |            |
| 37        | 3    | Anthony Pesela        | Botswana                | 47,36 |            |
| 38        | 6    | Lucas Carvalho        | Brasilien               | 47,53 |            |
| 39        | 5    | Dexter Mayorga        | Nicaragua               | 48,40 |            |
| 40        | 6    | Aiden Hazzard         | Anguilla                | 51,44 | 0SB0       |
| 41        | 3    | Obediah Timbaci       | Vanuatu                 | 53,32 |            |

### Semifinaler
De två första i varje heat 0Q0 samt de två snabbaste tiderna 0q0 kvalificerade sig för finalen.
| Placering | Heat | Namn                  | Nationalitet            | Tid   | Noteringar |
| --------- | ---- | --------------------- | ----------------------- | ----- | ---------- |
| 1         | 1    | Michael Norman        | USA                     | 44,30 | 0Q0        |
| 2         | 1    | Matthew Hudson-Smith  | Storbritannien          | 44,38 | 0Q0        |
| 3         | 3    | Champion Allison      | USA                     | 44,71 | 0Q0        |
| 4         | 2    | Kirani James          | Grenada                 | 44,74 | 0Q0        |
| 5         | 3    | Wayde van Niekerk     | Sydafrika               | 44,75 | 0Q0        |
| 6         | 3    | Jonathan Jones        | Barbados                | 44,78 | 0q0        |
| 7         | 2    | Bayapo Ndori          | Botswana                | 44,94 | 0Q0        |
| 8         | 1    | Christopher Taylor    | Jamaica                 | 44,97 | 0q0, 0SB0  |
| 9         | 2    | Muzala Samukonga      | Zambia                  | 45,02 | 0PB0       |
| 10        | 3    | Alex Haydock-Wilson   | Storbritannien          | 45,08 | 0PB0       |
| 11        | 1    | Zakhiti Nene          | Sydafrika               | 45,24 |            |
| 12        | 3    | Kevin Borlée          | Belgien                 | 45,26 |            |
| 13        | 2    | Michael Cherry        | USA                     | 45,28 |            |
| 14        | 1    | Dylan Borlée          | Belgien                 | 45,41 |            |
| 15        | 3    | Liemarvin Bonevacia   | Nederländerna           | 45,50 |            |
| 16        | 3    | Mikhail Litvin        | Kazakstan               | 45,63 | 0PB0       |
| 17        | 2    | Fuga Sato             | Japan                   | 45,71 |            |
| 18        | 1    | Julian Jrummi Walsh   | Japan                   | 45,75 |            |
| 19        | 2    | Alexander Doom        | Belgien                 | 45,80 |            |
| 20        | 2    | Christopher O'Donnell | Irland                  | 46,01 |            |
| 21        | 3    | Isaac Makwala         | Botswana                | 46,04 |            |
| 22        | 1    | Lidio Andrés Feliz    | Dominikanska republiken | 46,19 |            |
| 23        | 1    | Alex Beck             | Australien              | 46,21 |            |
| 23        | 2    | Nathon Allen          | Jamaica                 |       | 0DNF0      |

### Final
Finalen startade den 22 juli klockan 19:35.
| Placering | Namn                 | Nationalitet   | Tid   | Noteringar |
| --------- | -------------------- | -------------- | ----- | ---------- |
| 1         | Michael Norman       | USA            | 44,29 |            |
| 2         | Kirani James         | Grenada        | 44,48 |            |
| 3         | Matthew Hudson-Smith | Storbritannien | 44,66 |            |
| 4         | Champion Allison     | USA            | 44,77 |            |
| 5         | Wayde van Niekerk    | Sydafrika      | 44,97 |            |
| 6         | Bayapo Ndori         | Botswana       | 45,29 |            |
| 7         | Christopher Taylor   | Jamaica        | 45,30 |            |
| 8         | Jonathan Jones       | Barbados       | 46,13 |            |